# 히라타정 (시마네현)
히라타정(平田町)은 시마네현 히카와군에 있던 정이다. 현재의 이즈모시에 해당한다.

## 역사
- 1889년 4월 1일 - 정촌제 시행에 의해 다테누이군 히라타정이 성립하였다.
- 1896년 4월 1일 - 군의 통합에 의해 히카와군에 소속되었다.
- 1951년 4월 1일 = 히라타정, 나다분촌, 군도미촌, 와니부치촌, 니시다촌, 히야마촌과 합병해 새로운 히라타정이 성립하였다.

## 교통

### 철도
- 이치바타 전차